# Maelbeek

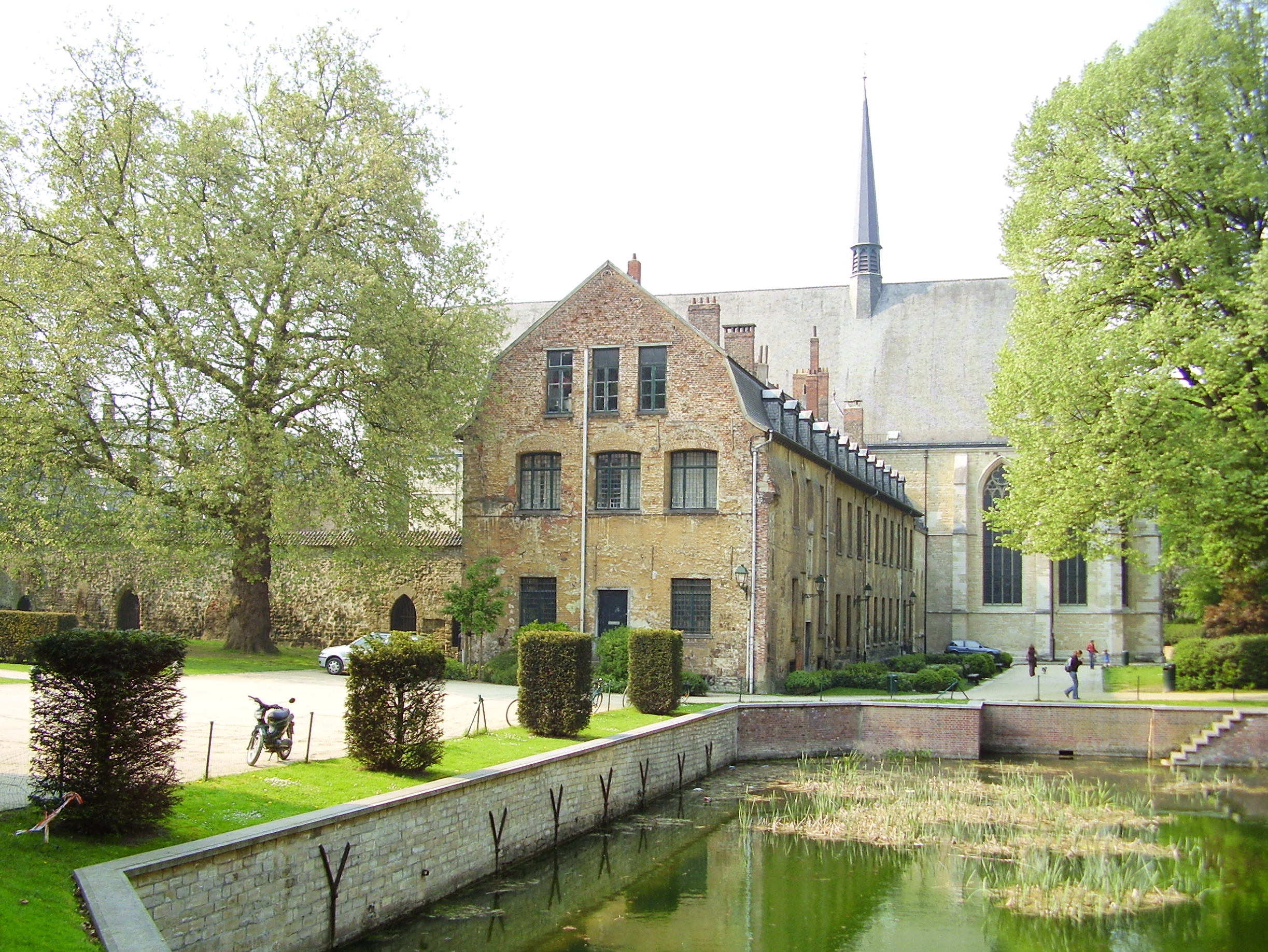
Nascente

O Maelbeek é um afluente do rio Senne, localizada em Bruxelas (Ixelles, Etterbeek, Saint-Josse-ten-Noode e Schaerbeek). Sua nascente é na Abadia de la Cambre.